# Süpplingen
Süpplingen é um município da Alemanha localizado no distrito de Helmstedt, estado da Baixa Saxônia.
É membro e sede do Samtgemeinde de Nord-Elm.